# 2000 EF108
2000 EF108 är en asteroid i huvudbältet som upptäcktes den 8 mars 2000 av LINEAR i Socorro County, New Mexico.
Asteroiden har en diameter på ungefär 5 kilometer.